# Brandwarnanlage
Eine Brandwarnanlage ist eine Anlage zur Branderkennung und örtlicher Warnung anwesender Personen in Bauten mit besonderem Personenrisiko, zum Beispiel Kindertagesstätten, Heimen und Hotels (bis 60 Betten).
Eine Brandwarnanlage füllt die Lücke zwischen den Rauchwarnmeldern für Wohnungen und Brandmeldeanlagen für Zweckbauten, die bauordnungsrechtlich gefordert sind.
In Deutschland regelt die Vornorm VDE V 0826-2 die Projektierung, den Aufbau und den Betrieb einer Brandwarnanlage.

## Abgrenzung zwischen einer Brandwarnanlage und Rauchwarnmeldern sowie Brandmeldeanlagen
Das Schutzziel einer Brandwarnanlage ist wie bei Rauchwarnmeldern, anwesende Personen frühzeitig vor Brandrauch und Bränden zu warnen.
Im Gegensatz zu funkvernetzten Rauchwarnmeldern, bei denen man nicht weiß, welcher Melder ausgelöst hat, kann die Brandwarnanlage mit einer kleinen Zentrale anzeigen, welcher Melder ausgelöst hat. Zusätzlich kann eine Brandwarnanlage über eine interne Weiterleitung an geschulte Räumungshelfer oder weitere hausinterne Stellen (z. B. Pförtner, Pflegestation, Betreuerzimmer) verfügen.
|                  | Produktnorm | Anwendungsnorm in Deutschland | Brandwarnung in der Nutzungseinheit | Aufschaltung an Feuerwehr |
| ---------------- | ----------- | ----------------------------- | ----------------------------------- | ------------------------- |
| Rauchwarnmelder  | EN 14604    | DIN 14676-1                   | Brandwarnung im Raum                | Nein                      |
| Brandwarnanlage  | EN 54       | VDE V 0826-2                  | Brandwarnung im Objekt              | Nein                      |
| Brandmeldeanlage | EN 54       | DIN 14675-1                   | Brandalarm im Objekt                | Ja                        |

## Aufbau einer Brandwarnanlage
Die Auslösung der Warnsignale erfolgt durch automatische Brandmelder oder Handfeuermelder, die an einer Brandmelderzentrale angeschlossen sind. Die Brandwarnung erfolgt durch akustische und ggf. zusätzliche optische Signalgeber.
Brandwarnanlagen können sowohl als verdrahtete als auch als funkbasierte Lösung realisiert werden.
Gemäß VDE V 0826-2 müssen alle Komponenten einer Brandwarnanlage der EN 54 Reihe entsprechen und danach zertifiziert sein, beispielsweise Rauchmelder nach EN 54-7, Handfeuermelder nach EN 54-11, die Brandmelderzentrale nach EN 54-2, die Energieversorgung nach EN 54-4 und die Signalgeber nach EN 54-3 bzw. EN 54-23. Die VDE 0826-2 empfiehlt Handfeuermelder in blauer Farbe (Hausalarm). Handfeuermelder in roter Farbe sind dennoch zulässig und gängig.

## Projektierung
In der VDE V 0826-2 wurden für die Projektierung der automatischen Melder weitestgehend die Vorgaben aus der Normenreihe DIN 14676 übernommen. Somit darf ein Rauchmelder in der Regel eine Fläche von 60 m2 und ein Wärmemelder eine Fläche von 20 m² überwachen.
Ab einer Einsatzhöhe der Melder von 6 m sind die Anforderungen der VDE 0833-2 zu beachten. Ebenso gelten für besondere Dach- und Deckenformen sowie für Flure zusätzliche Anforderungen. 
Alternativ ist es auch zulässig, die komplette Planung nach den Vorgaben der VDE 0833-2 durchzuführen.